# MDA-MB-231
MDA-MB-231細胞株（乳がん、腺癌）は、がん研究を含む生物医学研究で使用されるモデル細胞株である。51歳のヨーロッパ人の患者から樹立された。
MDA-MB-231細胞は異数性細胞である。8番染色体と15番染色体が欠失している。MDA-MB-231細胞は上皮成長因子（EGF）とトランスフォーミング増殖因子α（TGF-α）を発現する。MDA-MB-231細胞は線維芽細胞様であり、浸潤能が高い。